# Blake Garrett
Blake Garrett (Austin, 14 settembre 1992) è un attore statunitense.

## Biografia
Nato il 14 settembre 1992, Garrett scoprì il suo amore per la recitazione all'età di 8 anni, dopo aver recitato in alcune produzioni teatrali locali. 
Nel 2006 ha recitato nel film Come mangiare i vermi fritti, sua unica esperienza cinematografica per la quale però ha vinto anche un premio .

## Filmografia

### Cinema
- Come mangiare i vermi fritti (How to Eat Fried Worms) (2006)

### Teatro
- Aladdin and his Magical Lamp
- Peanuts: A Charlie Brown Tribute
- The Wizard of Oz
- Annie
- Grease